# Marco Koch
Marco Koch, född 25 januari 1990 i Darmstadt i Tyskland, är en tysk simmare. 
Han deltog vid olympiska sommarspelen 2012 och 2016 och blev världsmästare i 200 meter bröstsim vid världsmästerskapen i simsport 2015.
Vid olympiska sommarspelen 2020 i Tokyo blev Koch utslagen i försöksheatet på 200 meter bröstsim och slutade på 20:e plats.